# Imprevisti di nozze
Imprevisti di nozze (It Had to Be You) è un film del 2000 diretto da Steven Feder ed interpretato da Michael Vartan, Natasha Henstridge, Michael Rispoli e Olivia d'Abo.

## Trama
New York, Hotel Plaza. 
Charlie, ex poliziotto ora scrittore in crisi, e Anna insegnante elementare, entrambi promessi sposi di qualcun altro, soggiornano all'Hotel per un weekend allo scopo di organizzare i rispettivi matrimoni. Il destino fa sì che lui alloggi nella stanza sopra di lei e complice un disco di Frank Sinatra, una vasca da bagno che trabocca e la magia di New York, le cose non andranno come erano iniziate.
Tra Central Park, aneddoti da matrimonio, locali kitsch, improbabili gruppi musicali, stoviglie e quant'altro i due si troveranno a confrontarsi con le rispettive realtà e a dover prendere un'importante decisione.